# De moordenaars (Krondor)
De moordenaars is het tweede deel van De Krondor-trilogie, een reeks fantasyverhalen geschreven door Raymond Feist. Het verhaal speelt zich af tussen Duisternis over Sethanon en Prins van den Bloede, respectievelijk het derde en het vierde deel uit De Saga van de Oorlog van de Grote Scheuring.

## Samenvatting van het boek
Prins Arutha van Krondor heeft te kampen met een reeks schijnbaar willekeurige moorden in zijn stad. Onder de slachtoffers zijn onder andere Snaken, de leden van het dievengilde, en enkele magiërs, maar ook gewone burgers. Arutha geeft zijn vriend en eerste jonker Robert, die eens zelf tot het Dievengilde behoorde, de opdracht om uit te vinden wie er verantwoordelijk is voor de chaos en angst die in de stad is ontstaan.
Robert komt erachter dat de Nachtraven, het Moordenaarsgilde, te maken hebben met veel van de moorden. Omdat hij al vaker last heeft gehad van deze goedgeorganiseerde vijand besluit Arutha de thuisbasis van de moordenaars op te sporen en hen in een onverwachte aanval geheel te verslaan. Een klein groepje onder leiding van kapitein Treggar trekt de woestijn in, op zoek naar de vermoedelijke thuisbasis van de Nachtraven. Ook Robert en de kersverse luitenant William, de zoon van de grootse magiër Puc, vriend van Arutha, gaat mee op deze missie.
Eerder waren in Krondor de Hertog van Olasko, zijn zoon en dochter en zijn neef de troonopvolger met hun gevolg aangekomen. Tijdens een jachtpartij redde William het leven van de kroonprins, toen ze werden aangevallen door magiërs en panters. Iemand schijnt uit te zijn op een internationaal conflict.
Robert, William en Treggar vinden het nest van de Nachtraven, goed verborgen onder de ruïnes van een eeuwenoud Keshisch fort. Hier zijn ze getuige van een gruwelijk ritueel, waarbij een man wordt geofferd om een demon op te roepen. Nu er duistere magie in het spel is, ziet de situatie er een stuk slechter uit. Robert bevrijdt een gevangene en geeft hem de opdracht Arutha, die met een klein leger in de woestijn is, op de hoogte te brengen van de locatie van het Nachtravenbolwerk. Echter, Robert wordt gevangengenomen, maar hij weet zich tijdens het ritueel te bevrijden, waarbij de opgeroepen demon de leider van de Nachtraven doodt. Arutha arriveert en doodt de demon en de Nachtraven die nog niet zijn verscheurd. Uit een gevonden document blijkt dat iemand opdracht heeft gegeven voor de aanslag op de Hertog van Olasko.
Terug in het paleis wordt een mysterieuze kist, meegenomen uit het fort, geopend. Daarbij ontsnapt een schaduw uit de kist, die zich door niemand laat tegenhouden terwijl hij naar de verblijven van de kroonprins van Olasko snelt om hem te vermoorden. Door het tijdige ingrijpen van een priester van Prandur, de god van het vuur, blijft het leven van de jongeman gespaard.
Hoewel het moorden in de stad is opgehouden, vreest Arutha nu voor een vijand die hij nog niet kent, een groter gevaar dan waar tot dan toe rekening mee werd gehouden...